# Bulbophyllum viridiflorum
Bulbophyllum viridiflorum là một loài phong lan thuộc chi Bulbophyllum.